# Un héros très discret
Un héros très discret is een Franse dramafilm uit 1996 onder regie van Jacques Audiard. Het scenario is gebaseerd op de gelijknamige roman uit 1989 van de Franse politicus Jean-François Deniau.

## Verhaal
Als kind wilde Albert Dehousse graag een held worden. Bij de uitbraak van de Tweede Wereldoorlog engageert hij zich niet. Hij ontsnapt ook aan de verplichte werkdienst. Maar in de verwarde periode naar het einde van de oorlog toe ziet hij zijn kans schoon om op te klimmen tot het heldendom. 
In september 1944 verlaat hij de echtelijke woning in Noord-Frankrijk en muist er voorgoed onderuit. In Parijs ontmoet hij al gauw de jonge kapitein Jean Dionnet en mijnheer Jo, een oud-collaborateur die zich bij het verzet heeft aangesloten en die hem in dienst neemt. 
Albert liegt zich een volledig oorlogsverleden als verzetsheld bij elkaar. Hij huurt een goedkope kamer en brengt de tijd door met het lezen van kranten en het volgen van processen om zoveel mogelijk te weten te komen over alles en iedereen.

## Rolverdeling
| Acteur                   | Personage             |
| ------------------------ | --------------------- |
| Mathieu Kassovitz        | Albert Dehousse       |
| Anouk Grinberg           | Servane               |
| Sandrine Kiberlain       | Yvette                |
| Jean-Louis Trintignant   | Albert Dehousse (oud) |
| Albert Dupontel          | Dionnet               |
| Nadia Barentin           | Vrouw van de generaal |
| Bernard Bloch            | Ernst                 |
| François Chattot         | Louvier               |
| Philippe Duclos          | Caron                 |
| Danièle Lebrun           | Mevrouw Dehousse      |
| Armand de Baudry d'Asson | Engelsman             |
| Wilfred Benaïche         | Henry Nervoix         |
| François Berléand        | Mijnheer Jo           |
| Philippe Berodot         | Leguen                |
| Gilles Del Frate         | Verzetsstrijder       |